# Konrad Müller
Pour les articles homonymes, voir Müller.
Konrad Müller (né à Bienne le 12 novembre 1920 et mort le 31 mars 2015) est un philologue classique suisse.

## Biographie
Konrad Müller fréquente le lycée municipal de Berne et étudie la philologie classique à l'Université de Berne et à l'Université de Bâle de 1939 à 1946.
De 1947 à 1951, il travaille comme employé à la bibliothèque de la ville de Bienne. En 1950, il achève une thèse à l'Université de Berne consacrée à Uriel da Costa, publiée en 1952. Il se spécialise ainsi dans la littérature latine humaniste.
De 1947 à 1963, Konrad Müller est chargé de cours à l'Université de Berne. Après son habilitation en 1960 à l'Université de Fribourg, il travaille également comme privat-docent dans cette université de 1960 à 1963. En 1963, il rejoint l'Université de Tübingen en tant que professeur ordinaire de philologie classique. En 1966, il retourne à l'Université de Fribourg, où il est nommé professeur ordinaire en 1968. Il occupe ce poste jusqu'à sa retraite en 1985. À partir de 1982, il est membre correspondant de la British Academy.
Konrad Müller est spécialiste de la littérature latine de l'Antiquité à l'époque moderne. Il a notamment réalisé des éditions et traductions des écrits de Lucrèce, Pétrone, Quinte-Curce, Glaréan et Joachim de Watt, ainsi que de la Bulle d'or promulguée par Charles IV.

## Distinctions
- Premier prix au Certamen Capitolinum de Rome (1951[1],[4]).

## Publications
- Glaréan, Konrad Müller (éditeur) et Hans Keller (éditeur), Das Epos vom Heldenkampf bei Näfels und andere bisher ungedruckte Gedichte, Glarus, Baeschlin, 1949.
- Instrumenta Pacis Westphalicae = Die Westfälischen Friedensverträge  (trad. Konrad Müller), Bern, H. Lang, 1949.
- Konrad Müller, Das "Exemplar humanae vitae" des Uriel da Costa, Aarau, Sauerländer, 1952.
- Joachim de Watt et Conradin Bonorand (éditeur) (trad. Konrad Müller), Brevis indicatura symbolorum, St. Gallen, Fehr, 1954.
- Quinte-Curce et Konrad Müller (éditeur) (trad. Herbert Schönfeld), Geschichte Alexanders des Grossen, München, Heimeran, 1954.
- Charles IV (empereur du Saint-Empire) (trad. Konrad Müller), Die Goldene Bulle Kaiser Karls IV., 1356, Bern, H. Lang, 1957.
- Pétrone et Konrad Müller (éditeur), Petronii Arbitri Satyricon, München, Heimeran, 1961.
- Pétrone (trad. Konrad Müller), Satyrica = Schelmengeschichten, München, Ernst Hermann, 1965.
- Lucrèce et Konrad Müller (éditeur), T. Lucreti Cari De rerum natura libri sex, Zürich, H. Rohr, 1975.
- Pétrone (trad. Konrad Müller), Cena Trimalchionis = Gastmahl bei Trimalchio, München, Deutscher Taschenbuch Verl., 1979.